# Salagena narses
Salagena narses is een vlinder van de familie van de Metarbelidae. De wetenschappelijke naam van de soort is voor het eerst gepubliceerd in 1916 door James Farish Malcolm Fawcett.
De soort komt voor in Congo-Kinshasa, Kenia, Zambia, Mozambique, Zimbabwe en Zuid-Afrika.